# Eugenio Maurizio di Savoia-Soissons
Eugenio Maurizio di Savoia, I duca di Carignano, conte di Soissons (Chambéry, 2 maggio 1633 – Unna, 6 giugno 1673), è stato un nobile e militare francese, capostipite del breve ramo Soissons di Casa Savoia.
Valente comandante militare al servizio di Luigi XIV di Francia, fu padre del celebre feldmaresciallo Eugenio di Savoia. Fu inoltre marito di Olimpia Mancini, nipote del potente cardinale Mazarino, primo ministro e tutore del giovane re francese.

## Biografia

### Primi anni

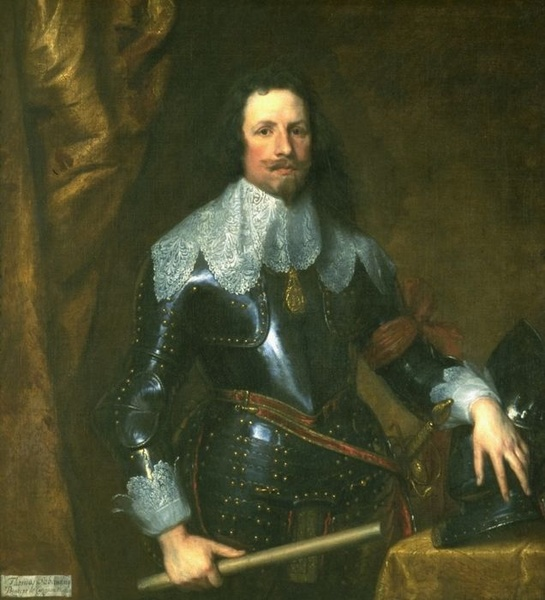
Tommaso Francesco di Savoia, principe di Carignano, padre di Eugenio Maurizio

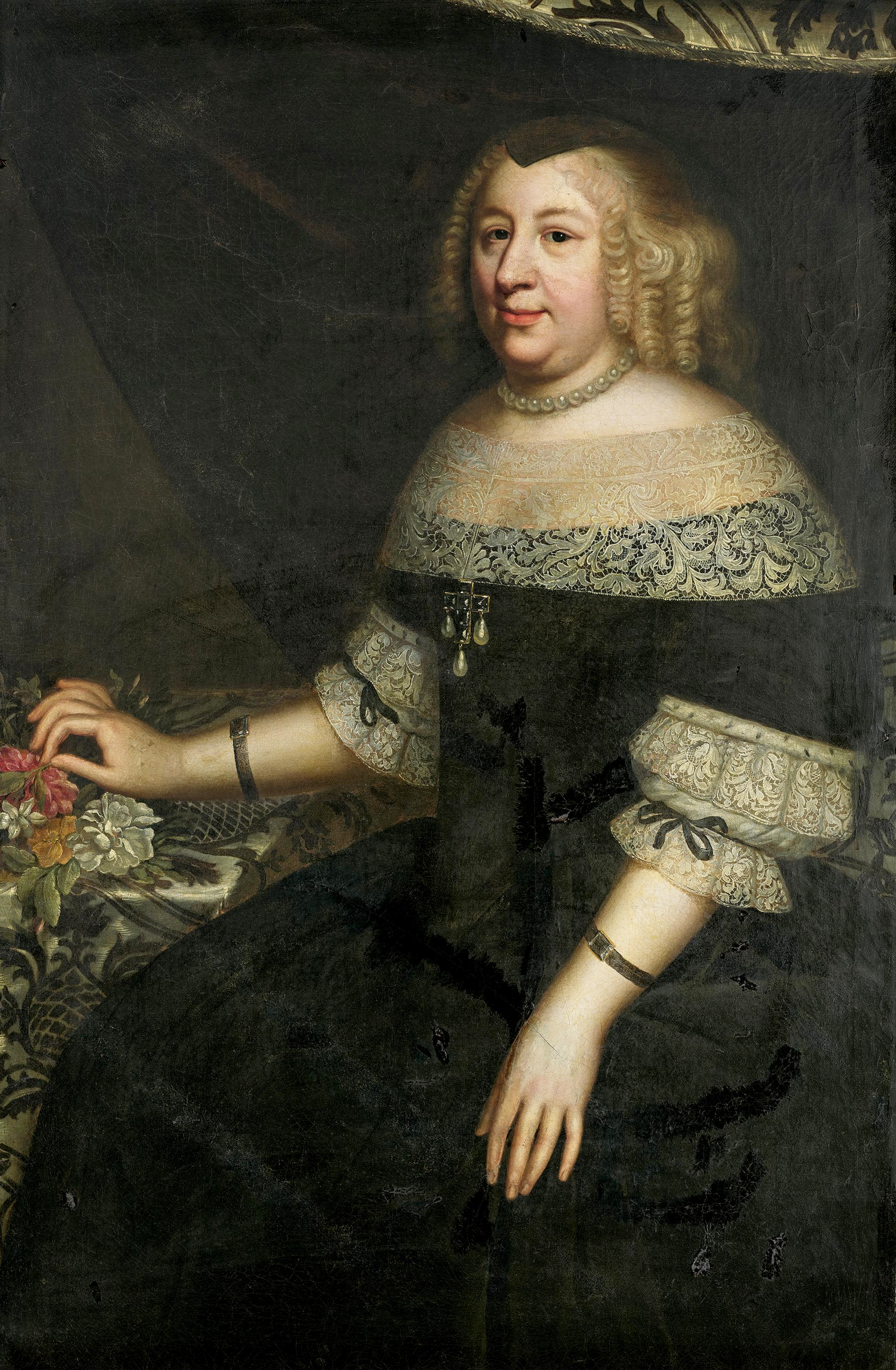
Maria di Borbone-Soissons, madre di Eugenio Maurizio.

Eugenio Maurizio nacque a Chambéry il 2 maggio 1633, figlio terzogenito di Tommaso Francesco di Savoia, principe di Carignano, e di Maria di Borbone-Soissons, dalla quale gli fu destinato in eredità il titolo di conte di Soissons. Per parte di suo padre era nipote del duca Carlo Emanuele I di Savoia (1562-1630) e nipote del re spagnolo Filippo II, mentre attraverso la famiglia di sua madre era legato ai Borbone-Condé.
Sua sorella maggiore, Luisa Cristina (1627-1669) sposò nel 1653 il principe ereditario del margraviato di Baden-Baden, Ferdinando Massimiliano, e fu madre dell'altrettanto celebre Turkenlouis, il margravio Luigi Guglielmo di Baden-Baden, nipote a cui Eugenio Maurizio fu sempre molto legato ed al quale trasmise la passione per le armi. Suo fratello maggiore, Emanuele Filiberto, sordomuto, dopo la morte del padre ereditò il titolo di principe di Carignano proseguendo la linea dei Savoia-Carignano dalla quale poi si origineranno anche i futuri re d'Italia.
Eugenio Maurizio, durante i primi anni di vita, soggiornò alla corte di Torino dove per lui era stata predisposta la carriera ecclesiastica. Tuttavia, tale programma venne abbandonato nel 1656, dopo la morte del secondo fratello maggiore Giuseppe Emanuele (1631-1656). Alla morte del padre nel 1656, dalla madre ottenne il titolo di conte di Soissons (il quale era stato acquisito dal padre ex uxore) e si trasferì con lei in Francia, presso la corte di Versailles. Nell'eredità di sua madre, Eugenio Maurizio ottenne anche l'Hôtel de Soissons, fatto costruire a suo tempo da Caterina de Medici a Parigi, attuale palazzo della Borsa di Parigi. Dal cugino duca di Savoia ottenne il permesso quindi di fondare un ramo cadetto della casata dei Savoia-Carignano, quello dei Savoia-Soissons.

### Carriera militare

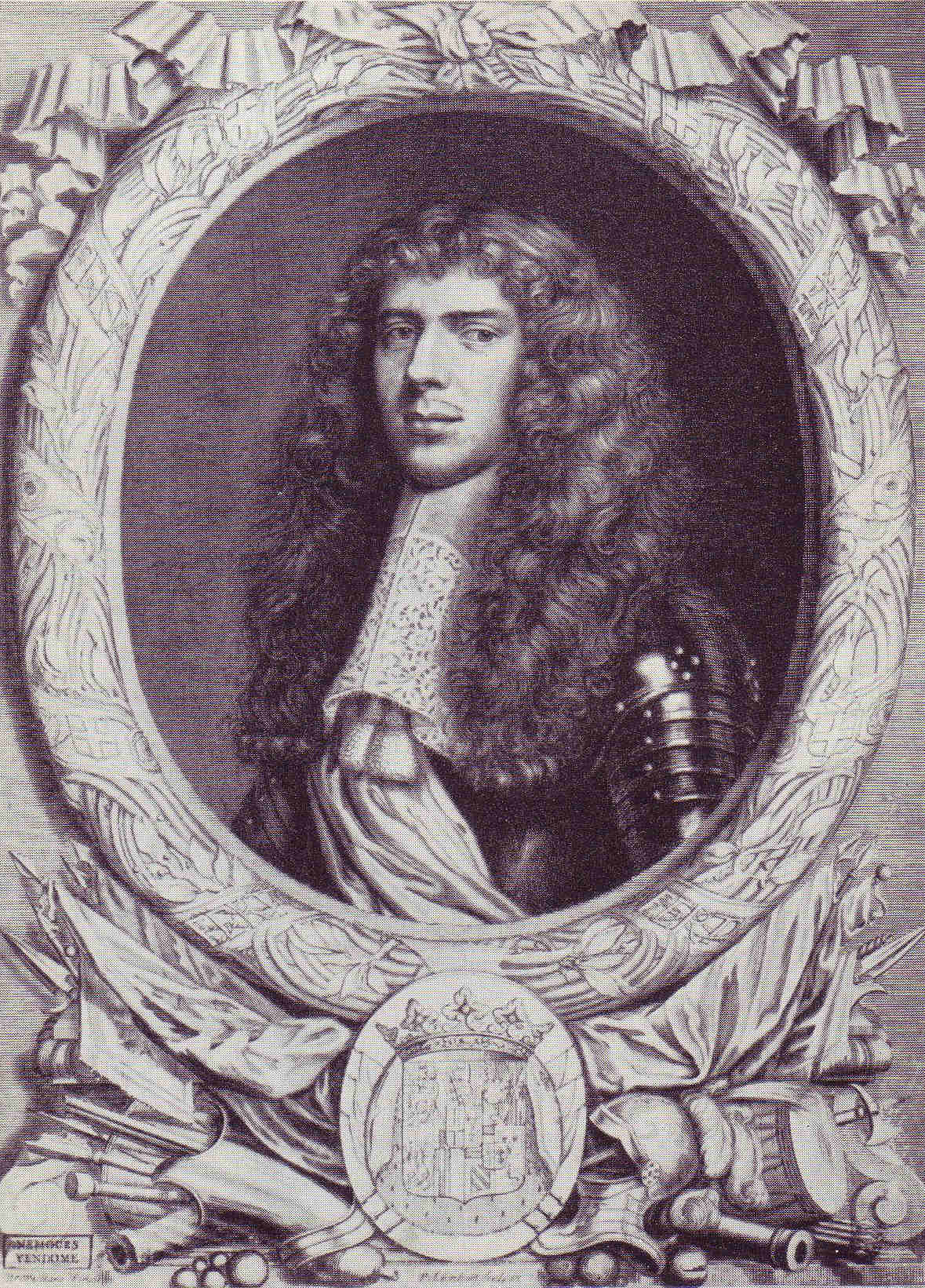
Eugenio Maurizio come generale dell'esercito francese in una stampa d'epoca

Per l'alto lignaggio della sua nascita e per la sua distinta posizione come principe del sangue piemontese, nonché per i propri collegamenti coi Borbone, Eugenio Maurizio decise di intraprendere la carriera militare presso l'esercito francese e, grazie alla sua posizione a corte, ebbe una carriera rapida. Malgrado questo non parve particolarmente versato in questa arte:
(Max Braubach)

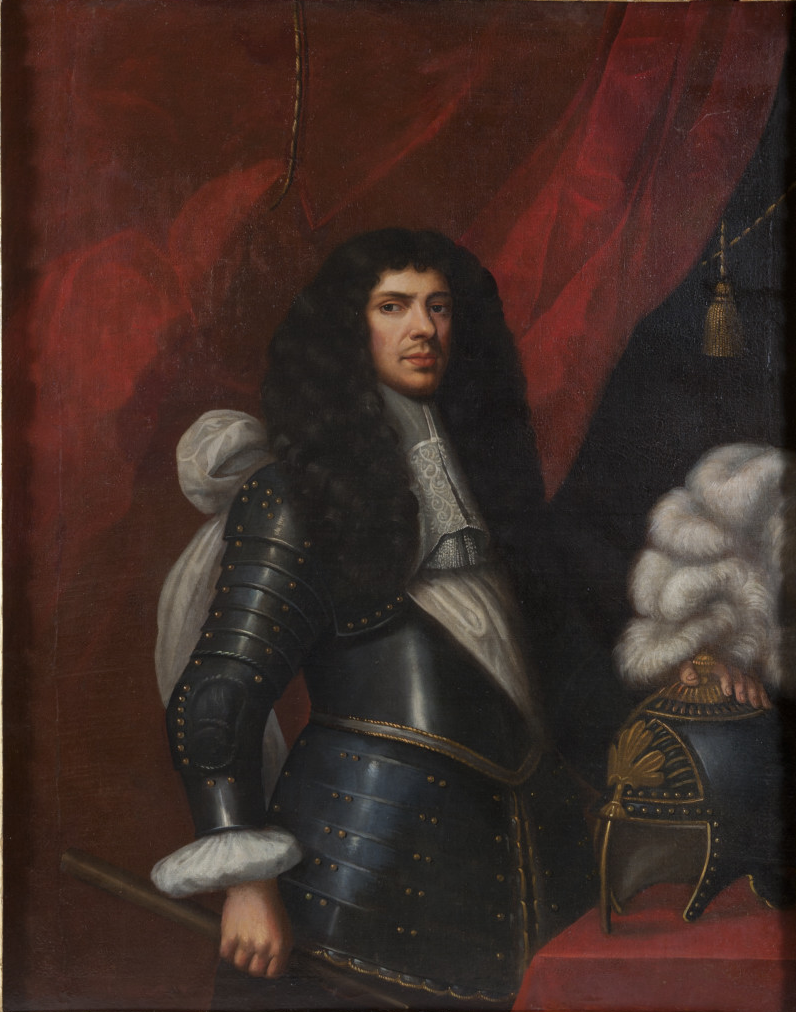
Eugenio Maurizio come generale francese in un ritratto d’epoca.

Soprattutto nella prima parte della sua carriera militare, venne favorito fortemente dal cardinale Mazarino di cui sposò a Parigi il 21 febbraio 1657 la nipote Olimpia Mancini (Roma, 1640 - Bruxelles, 9 ottobre 1708).
I primi scontri nei quali ebbe modo di scendere in campo furono nell'ambito della guerra franco-spagnola (1635-1659), dopo la pace di Westfalia. Nel luglio del 1657 prese parte all'assedio di Montmédy. Il 18 novembre 1657 venne nominato colonnello generale delle truppe mercenarie svizzere e dei Grigioni al servizio della Francia (Compagnie de le Cents Gardes Suisses du Corps du Roi). Partecipò quindi all'assedio di Dunkerque (1658), alla conquista di Douai e Oudenaarde (1667) ed alla campagna della Franca Contea contro la Spagna. Divenne governatore del Borbonese e delle province di Champagne e Brie ed ambasciatore straordinario di Francia a Londra nel 1662 in occasione dell'incoronazione di Carlo II d'Inghilterra. Si distinse nell'esercito francese raggiungendo il grado di Luogotenente Generale (1672). Dal 1672 al 1678 fu impegnato nella guerra contro la Repubblica delle Sette Province Unite al fianco del maresciallo di Turenna a Charleroi. Turenne, col quale aveva già servito durante la guerra franco-spagnola, lo considerava uno degli ufficiali più capaci dell'esercito francese.

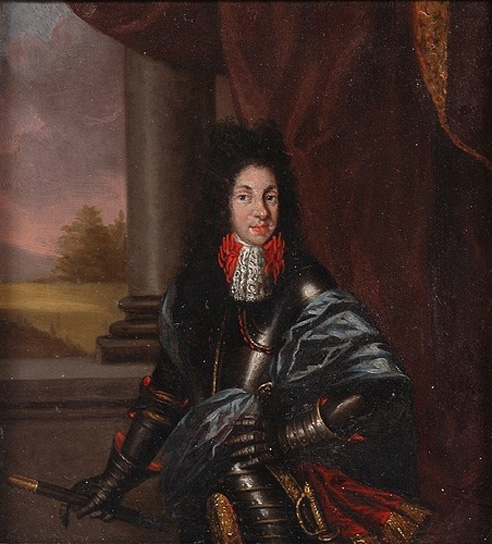
Eugenio Maurizio in armatura nei suoi ultimi anni.

Nel 1662 ottenne in feudo la cittadina di Yvoy da poco conquistata dall'esercito francese (già parte del Lussemburgo e quindi dei Paesi Bassi spagnoli) elevata a ducato e ribattezzata Carignan in onore del titolo maggiore del proprio padre.

### Morte improvvisa

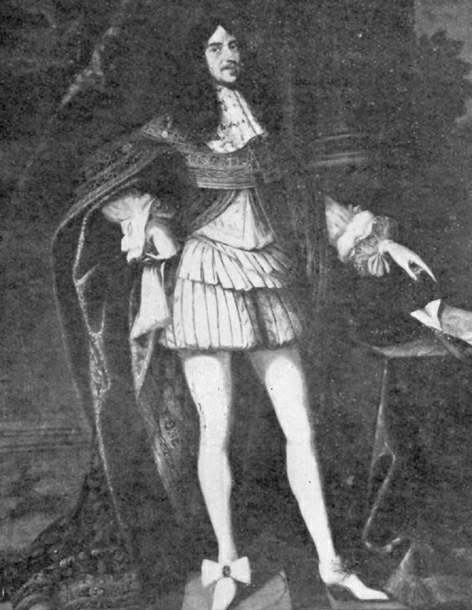
Eugenio Maurizio nei suoi ultimi anni.

Eugenio Maurizio, mentre si trovava in campagna militare presso la città di Unna, in Vestfalia, morì stroncato da una febbre improvvisa il 6 giugno del 1673 alla prematura età di 40 anni, ma corse anche voce che fosse stato avvelenato. Al sentire di queste voci, Luigi XIV diede ordine che venisse eseguita un'autopsia sul corpo del conte di Soissons per accertarne le cause della morte, ma a detta dei medici che eseguirono l'operazione in lui non furono trovate tracce di avvelenamento. Nel 1679, nell'ambito dell'affare dei veleni, riemerse nuovamente la teoria dell'avvelenamento ma questa volta ne venne incolpata sua moglie Olimpia, la quale venne sospettata di averlo avvelenato a causa del peggioramento della loro relazione, motivo per cui la contessa venne costretta all'esilio.
Il 23 luglio 1673 il suo corpo, dopo molteplici omaggi, venne infine sepolto nel mausoleo dei conti di Soissons, la Certosa d'Aubevoye presso Gaillon, mentre il suo cuore fu posto su richiesta di sua madre nel convento dei carmelitani di Parigi.
Dopo la sua morte improvvisa e l'esilio della moglie, i suoi figli, tra cui il celeberrimo futuro generale Eugenio, vennero affidati alle cure della nonna Maria di Borbone-Soissons e della zia Luisa Cristina, con le quali poterono rimanere a Parigi. Alla morte gli successe il figlio Luigi Tommaso.

## Matrimonio e figli

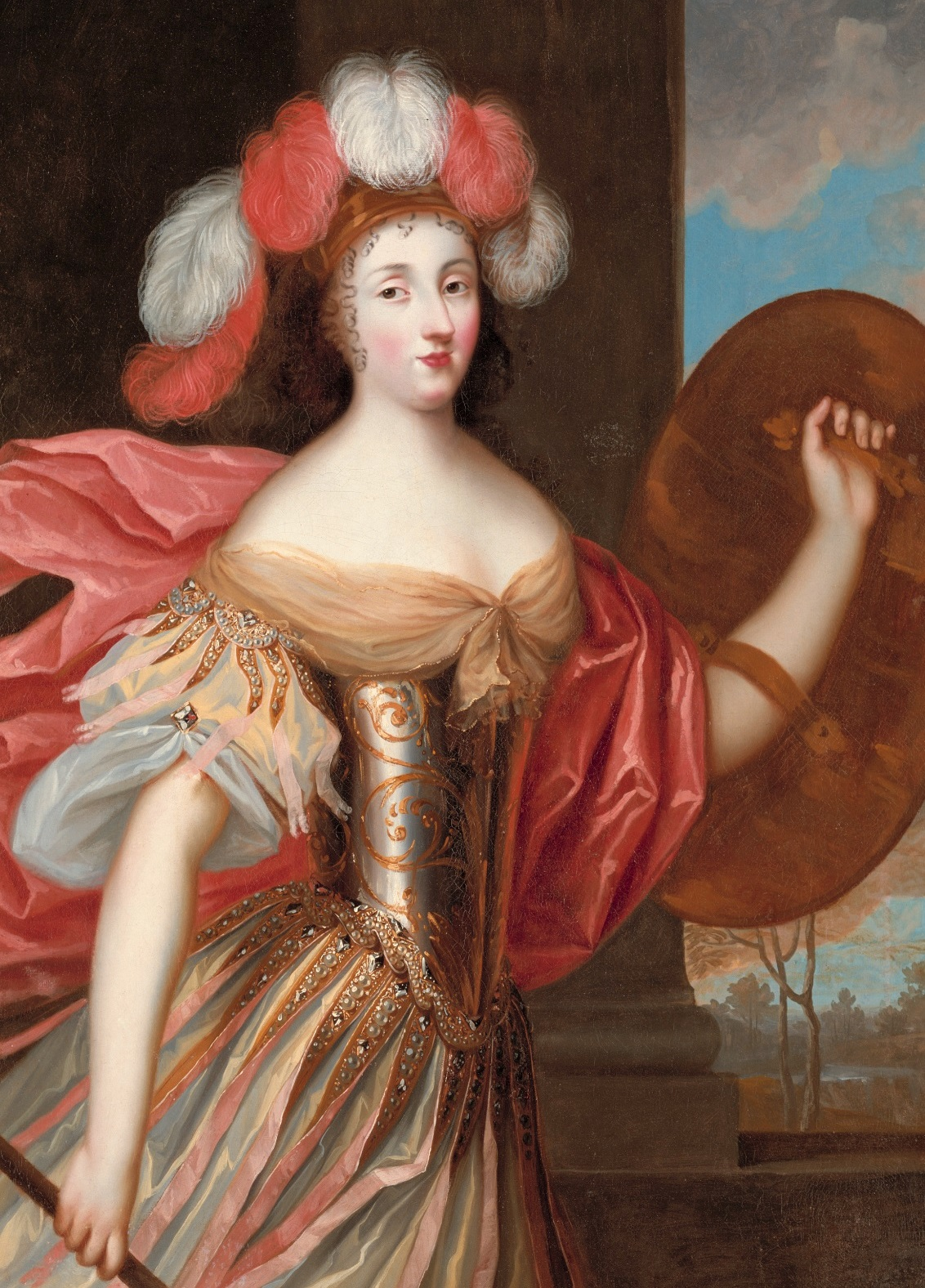
Olimpia Mancini, contessa di Soissons, ritratto di Pierre Mignard, 1700 circa.

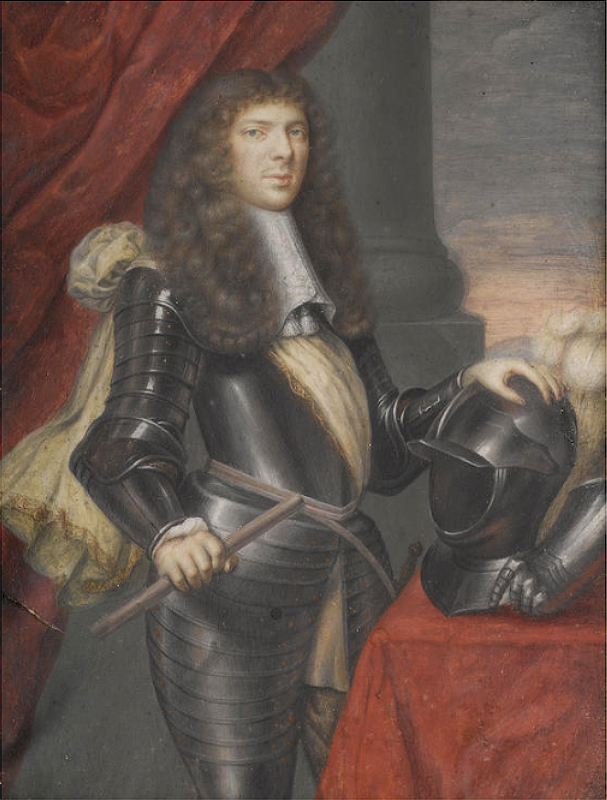
Eugenio Maurizio, Conte di Soissons e marito di Olimpia Mancini.

Dalla moglie Olimpia, Eugenio Maurizio ebbe otto figli:
1. Luigi Tommaso di Savoia (1657-1702), Conte di Soissons
2. Filippo (1659-1693), abate di Corbie, divenne noto col nome di "abate di Soissons"
3. Luigi Giulio di Savoia (1660-1683), condottiero, divenne noto col nome di "Cavalier di Savoia"[7]
4. Emanuele Filiberto di Savoia (1662-1676)
5. Eugenio di Savoia (1663-1736), condottiero al servizio dell'Austria
6. Giovanna di Savoia (1665-1705), divenne nota come Mademoiselle de Soissons
7. Luisa Filiberta di Savoia (1667-1726), divenne nota come mademoiselle de Carignan
8. Francesca di Savoia (1668-1671), divenne nota come mademoiselle de Dreux

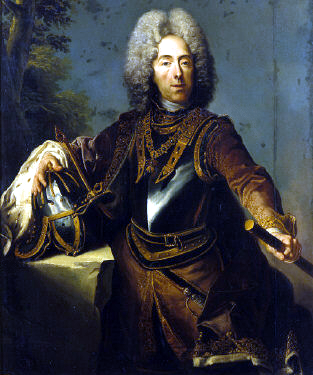
Principe Eugenio di Savoia, figlio di Eugenio Maurizio e comandante in capo degli eserciti del Sacro Romano Impero.

Luigi Tommaso ereditò il titolo comitale continuando così la discendenza dei Savoia-Carignano-Soissons.
L'unione tra Eugenio Maurizio ed Olimpia Mancini aumentò ancora di più la sua considerazione presso la corte francese: nel 1658 accompagnò la famiglia ducale di Savoia ad un incontro col re di Francia a Lione. Grazie all'influente zio della moglie, il cardinale Mazarino, Olimpia ottenne del resto nel 1660 la nomina a dama di compagnia della regina Maria Teresa. Anche dopo la morte di Mazzarino nel marzo 1661, ad ogni modo, Eugenio Maurizio e sua moglie non persero il favore del re. Olimpia si legò ancora più profondamente al marito dal momento che, in tutti gli intrighi in cui ella venne coinvolta a corte, il marito la difese sempre e comunque, il che portò inevitabilmente ad un deterioramento nel rapporto con Luigi XIV. Quando infine Olimpia entrò in conflitto con Madame de Navailles, Eugenio Maurizio sfidò a duello il duca di Navailles e per questo il re si vide costretto a bandirlo brevemente da corte.
Un bando molto più lungo (aprile 1665 - autunno 1666) arrivò dopo che Olimpia si era intromessa nella relazione di Louise de La Vallière, allora amante del re. Eugenio Maurizio ottenne l'ordine "... se non ufficiale, perlomeno un segnale chiaro di ritirarsi con la moglie allo Champagne per adempiere al suo incarico di governatore della provincia.".

## Ascendenza
|                             |                  |                         | Genitori                        |  |  | Nonni |  |  | Bisnonni                       |  |  | Trisnonni          |  |
|                             |                  |                         |                                 |  |  |       |  |  | Emanuele Filiberto I di Savoia |  |  | Carlo II di Savoia |  |
|                             |                  |                         |                                 |  |  |       |  |  | Emanuele Filiberto I di Savoia |  |  | Carlo II di Savoia |  |
|                             |                  | Beatrice d'Aviz         |                                 |  |  |       |  |  | Emanuele Filiberto I di Savoia |  |  |                    |  |
| Carlo Emanuele I di Savoia  |                  |                         |                                 |  |  |       |  |  | Emanuele Filiberto I di Savoia |  |  |                    |  |
|                             |                  | Margherita di Francia   | Francesco I di Francia          |  |  |       |  |  |                                |  |  |                    |  |
|                             |                  | Margherita di Francia   | Francesco I di Francia          |  |  |       |  |  |                                |  |  |                    |  |
|                             |                  | Margherita di Francia   | Claudia di Francia              |  |  |       |  |  |                                |  |  |                    |  |
| Tommaso Francesco di Savoia |                  | Margherita di Francia   |                                 |  |  |       |  |  |                                |  |  |                    |  |
|                             |                  | Filippo II di Spagna    | Carlo V d'Asburgo               |  |  |       |  |  |                                |  |  |                    |  |
|                             |                  | Filippo II di Spagna    | Carlo V d'Asburgo               |  |  |       |  |  |                                |  |  |                    |  |
|                             |                  | Filippo II di Spagna    | Isabella d'Aviz (1503-1539)     |  |  |       |  |  |                                |  |  |                    |  |
| Caterina Michela d'Austria  |                  | Filippo II di Spagna    |                                 |  |  |       |  |  |                                |  |  |                    |  |
|                             |                  | Elisabetta di Francia   | Enrico II di Francia            |  |  |       |  |  |                                |  |  |                    |  |
|                             |                  | Elisabetta di Francia   | Enrico II di Francia            |  |  |       |  |  |                                |  |  |                    |  |
|                             |                  | Elisabetta di Francia   | Caterina de' Medici             |  |  |       |  |  |                                |  |  |                    |  |
| Eugenio Maurizio di Savoia  |                  | Elisabetta di Francia   |                                 |  |  |       |  |  |                                |  |  |                    |  |
|                             | Luigi di Borbone | Carlo di Borbone        |                                 |  |  |       |  |  |                                |  |  |                    |  |
|                             | Luigi di Borbone | Carlo di Borbone        |                                 |  |  |       |  |  |                                |  |  |                    |  |
|                             | Luigi di Borbone | Giovanna III di Navarra |                                 |  |  |       |  |  |                                |  |  |                    |  |
| Carlo di Borbone            | Luigi di Borbone |                         |                                 |  |  |       |  |  |                                |  |  |                    |  |
|                             |                  | Francesca d'Orléans     | Francesco d'Orléans-Longueville |  |  |       |  |  |                                |  |  |                    |  |
|                             |                  | Francesca d'Orléans     | Francesco d'Orléans-Longueville |  |  |       |  |  |                                |  |  |                    |  |
|                             |                  | Francesca d'Orléans     | Jacqueline de Rohan             |  |  |       |  |  |                                |  |  |                    |  |
| Maria di Borbone-Soissons   |                  | Francesca d'Orléans     |                                 |  |  |       |  |  |                                |  |  |                    |  |
|                             |                  | Luigi di Montafià       | Giovanni II di Montafià         |  |  |       |  |  |                                |  |  |                    |  |
|                             |                  | Luigi di Montafià       | Giovanni II di Montafià         |  |  |       |  |  |                                |  |  |                    |  |
|                             |                  | Luigi di Montafià       | …                               |  |  |       |  |  |                                |  |  |                    |  |
| Anna di Montafià            |                  | Luigi di Montafià       |                                 |  |  |       |  |  |                                |  |  |                    |  |
|                             |                  | Giovanna di Coesme      | Luigi di Coesmes                |  |  |       |  |  |                                |  |  |                    |  |
|                             |                  | Giovanna di Coesme      | Luigi di Coesmes                |  |  |       |  |  |                                |  |  |                    |  |
|                             |                  | Giovanna di Coesme      | Anna di Pisseleu                |  |  |       |  |  |                                |  |  |                    |  |
|                             |                  | Giovanna di Coesme      |                                 |  |  |       |  |  |                                |  |  |                    |  |